# Glinets
Glinets (ryska: Глинец) är ett vattendrag i Belarus.   Det ligger i voblasten Mahiljoŭs voblast, i den östra delen av landet, 260 km öster om huvudstaden Minsk.
Omgivningarna runt Glinets är en mosaik av jordbruksmark och naturlig växtlighet. Runt Glinets är det glesbefolkat, med 15 invånare per kvadratkilometer.